# AF compressors
 (février 2024).
Si vous disposez d'ouvrages ou d'articles de référence ou si vous connaissez des sites web de qualité traitant du thème abordé ici, merci de compléter l'article en donnant les références utiles à sa vérifiabilité et en les liant à la section « Notes et références ».
La Société des « Établissements François » fut créée en 1870, à Sclessin-lez-Liège, en Belgique, pour fabriquer des marteaux pneumatiques utilisés pour les chantiers de construction de tunnels, de galeries pour les mines de charbon et les Travaux Publics.
Parallèlement, en 1896, la Société « Moteurs » fut  constituée pour construire des machines à vapeur. Lorsque le Liégeois Zénobe Gramme inventa la première dynamo à courant continu, les heures des machines à vapeur furent comptées. Au début du siècle, vers 1900, la société s’orienta donc vers la fabrication de compresseurs mécanique à pistons pour les charbonnages. 
Après 30 années de production, vers 1930, certains compresseurs atteignaient des puissances de 1000 CV ! 
À cette époque, une association entre la société « Moteurs » et une autre société a alors donné naissance à « Moteurs et François réunis ». Durant les deux décennies suivantes, des compresseurs à pistons industriels pour la sidérurgie ont été développés.
« Ateliers François S.A. » a été constituée en 1960 avec pour tâche d’accroître les exportations et d’étendre ses activités commerciales vers l’étranger.
Une nouvelle gamme de compresseurs, sans graissage, avec segments en PTFE, a été développée fin des années 1960. 
Avec un design en « L » : Le Compresseur Equerre.
Ces machines furent d’application dans les brasseries,  l’industrie du verre, les industries chimiques, pétrochimiques, métalliques et alimentaires.
Dans les années 1980, le premier compresseur à piston exempt d’huile – ou sans graissage – 40 bar destiné au soufflage des bouteilles en PET vit le jour. La construction de ce type de machines constitue actuellement l’activité principale et presque exclusive des Ateliers François, dont le nom a également évolué pour s’accorder à l’évolution du monde et sa globalisation, pour devenir AF Compressors. 
Depuis les années 1980, les bouteilles PET ont envahi de très nombreux domaines; l’eau minérale et les boissons gazeuses, les jus de fruits, l’huile alimentaire, la bière, mais aussi le vinaigre, parfois le vin, les sauces et condiments,  ou les savons liquides, les médicaments et les parfums. La production des compresseurs PET à pistons sans graissage AF est presque exclusivement dédiée à l’application de l’embouteillage PET. 
Depuis les années 1990 AF développe ses activités de service et de maintenance localement avec des filiales et des supports techniques répartis sur l’ensemble du globe notamment en Europe, en Russie, en Chine, au Moyen-Orient, en Afrique, en Inde mais également en Amérique du Nord en Amérique Latine, en Asie du Sud Est et en Australie.